# Antistrophe (poésie)
L’antistrophe (grec ancien ἀντιστροφή, « un demi-tour », du grec στρέφω, « tourner ») ou « antode » appartient à l'art choral du théâtre grec antique, issu de la poésie lyrique chorale dorienne. Dans un chant lyrique formé de groupes de deux ou de trois couplets, c'est le deuxième couplet, répondant au premier, appelé « strophe » ou « ode ».
L'antistrophe, semblable pour la mesure (répartition des brèves et des longues) et le nombre des vers à la strophe, reproduit donc le rythme de la strophe, mais effectue également des reprises sonores, verbales, thématiques.
L'antistrophe se place avant l'éventuel troisième couplet, appelé « épode », c'est-à-dire « strophe chantée après coup ». Elle était accompagnée de musique.
Le chœur, en chantant l'antistrophe, effectue un mouvement de danse, retournant, en sens inverse, à la place d'où il était parti pour exécuter le mouvement de danse de la strophe, qui comprenait le même nombre de pas. Ce mouvement se conçoit aisément dans le cadre d'une orchestra archaïque trapézoïdale ou rectangulaire. En cas d’orchestra circulaire ou semi-circulaire, les choreutes devaient tourner autour de l'autel ou de la statue de Dionysos, placée sur l’orchestra. Dans les pièces antiques, le chœur chantait l’antistrophe en dansant de gauche à droite (par rapport au spectateur), après qu’il avait chanté la strophe en dansant de droite à gauche.
Revenus à leur point de départ, les choreutes chantaient l'épode, une sorte de conclusion, de structure métrique différente. Cette « triade » (strophe, antistrophe, épode) pouvait être unique (comme dans l’Ajax de Sophocle), répétée de 3 à 13 fois, ou absente (Antigone de Sophocle n'en a pas, par exemple) des tragédies.
On trouve également des antistrophes (en présence de strophe et d'épode) en dehors du théâtre, depuis certaines odes de la poésie grecque (Pindare, Odes) jusque dans les poèmes lyriques de poètes européens tels que Ronsard (Odes), Luigi Alamanni (Hymnes) ou Leconte de Lisle (Poèmes antiques).